# Прапор Джибуті
Національний прапор Джибуті (сом. Calanka Jabuuti, араб. علم جيبوتي, фр. Drapeau de Djibouti) являє собою двоколірний горизонтальний прапор з рівними смугами світло-блакитного та світло-зеленого кольорів, з білим рівностороннім трикутником на підйомі. У центрі трикутника червона зірка. Прапор поєднує в собі базовий макет і кольори прапора Фронту звільнення узбережжя Сомалі. Світло-блакитний колір символізує небо і море, а також сомалі, зелений символізує вічну зелень землі, а також афар, білий символізує колір миру та п'ятипроменева червона зірка символізує єдність, кров, пролиту мучениками незалежності, а також Джибуті, який є одним із п'яти регіонів, населених сомалійським народом.

## Історія
Починаючи з середини 19 століття до заснування Французького Сомалі, як прапор використовувались прапор Османської імперії, Султанату Таджура , а також релігійні прапори. В період Французького Сомалі та Французької території афарів та ісса єдиним прапором, який використовувався, був триколор. Прапор був створений і розроблений Фронтом звільнення узбережжя Сомалі (FLCS) як офіційний прапор партії в 1960-х роках, яка була партизанською групою, що боролася за незалежність Джибуті з Франції. За допомогою Африканської народної ліги за незалежність (LPAI) отримали незалежність у 1977 р. Прапор Джибуті був піднятий вперше після проголошення незалежності 27 червня 1977 року,керівником поліції Ясін Ябе Галаб.

## Характеристики
Зокрема, цей прапор складається з двох горизонтальних смуг синього і зеленого кольорів і білого рівнобедреного трикутника, розташованого збоку від древка. У середині трикутника зображена червона п'ятипроменева зірка.
Значення цього прапора також є в національному гімні Джибуті, з деякими відмінностями:
- Блакитний: "символізує море і небо, проте державний гімн передбачає, що блакить неба."
- Зелений: "представляє землю, виражену вічною зеленню землі."
- Червоний: "символізує кров, пролиту мучениками незалежності."
- Білий: "символічний білий колір миру"

У центрі трикутника червона п'ятипроменева зірка символізує національну єдність.

## Кольори
Примітка: оскільки офіційного стандарту немає, нижче наведено приблизні значення.

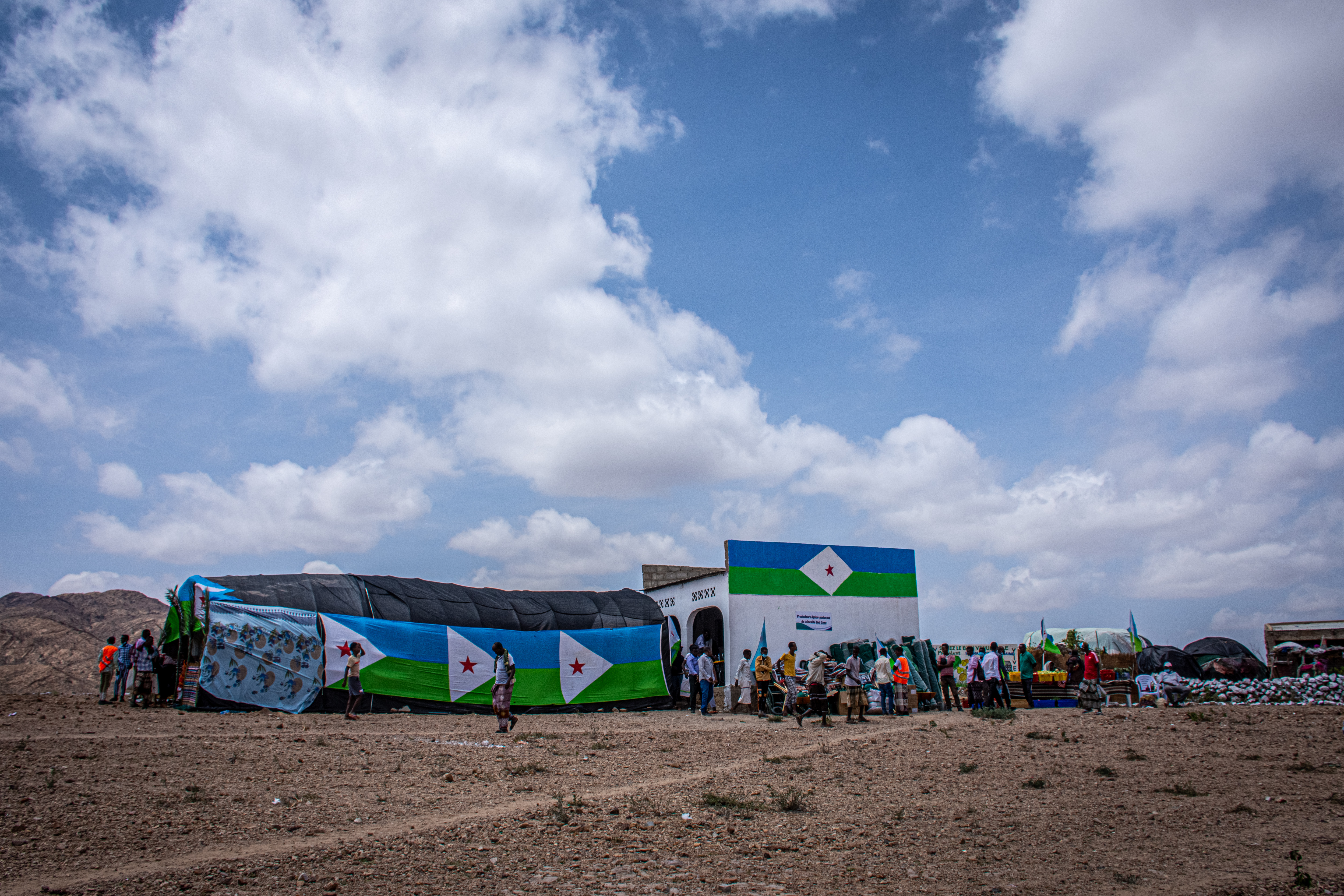
У Джибуті національний прапор повсякденний і височіє у всіх його формах.

| (1977–до тепер) | Блакитний   | Зелений    | Червоний  | Білий       |
| --------------- | ----------- | ---------- | --------- | ----------- |
| Pantone         | 284c        | 354c       | 185c      | White       |
| CMYK            | 59-11-0-0   | 77-0-100-0 | 0-86-63-0 | 0-0-0-0     |
| RGB             | 106-178-231 | 18-173-43  | 239-51-64 | 255-255-255 |
| Шістнадцятковий | #6AB2E7     | #12AD2B    | #D7141A   | #FFFFFF     |

## Історичні прапори

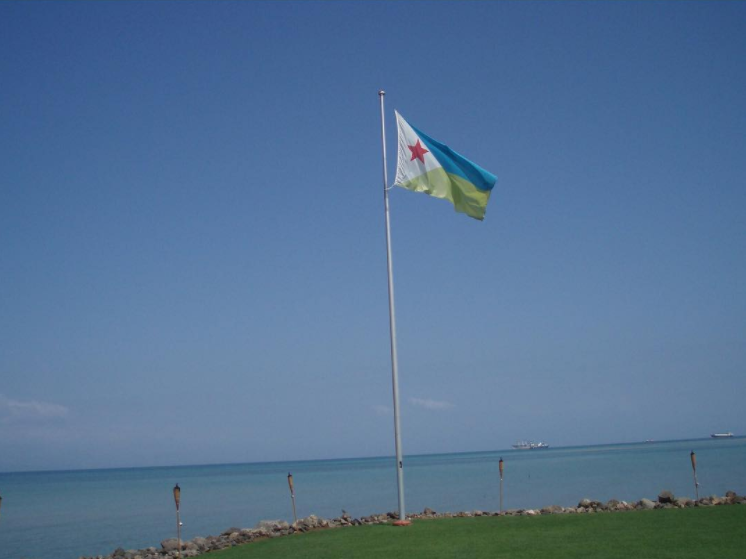
Прапор Джибуті на березі моря

Нижче наведено прапори, які історично використовувалися на території сучасного Джибуті:

Прапор Ефіопської імперії
Прапор Султанату Адал (1415–1577)
Прапор Османської імперії (1577–1793), використовувався коли Абісинський еялет включав частину сучасного Джибуті.
Прапор Османської імперії (1793–1844).
Прапор Османської імперії (1844–1883).
Прапор Єгипетського хедивату (1874–1881), використовувався коли хедиват включав частину сучасного Джибуті.
Прапор хедивату Єгипту (1881–1883).
Прапор Російського Сагала (6 січня 1889–5 лютого 1889)
Прапор Франції, який використовувався між 1896 і 1940 роками та між 1944 і 1958 роками, оскільки Французьке Сомалі є попередником сучасного Джибуті.
Прапор Режиму Віші (1940–1942).
Прапор Сполученого Королівства, який використовувався між 1942 і 1943 роками, коли Французьке Сомалі було окуповано британськими військами.
Прапор Вільної Франції (1943–1944)
Прапор Франції (1958–1977).